# Stadtverwaltung Bremerhaven (Leher Kasernen)

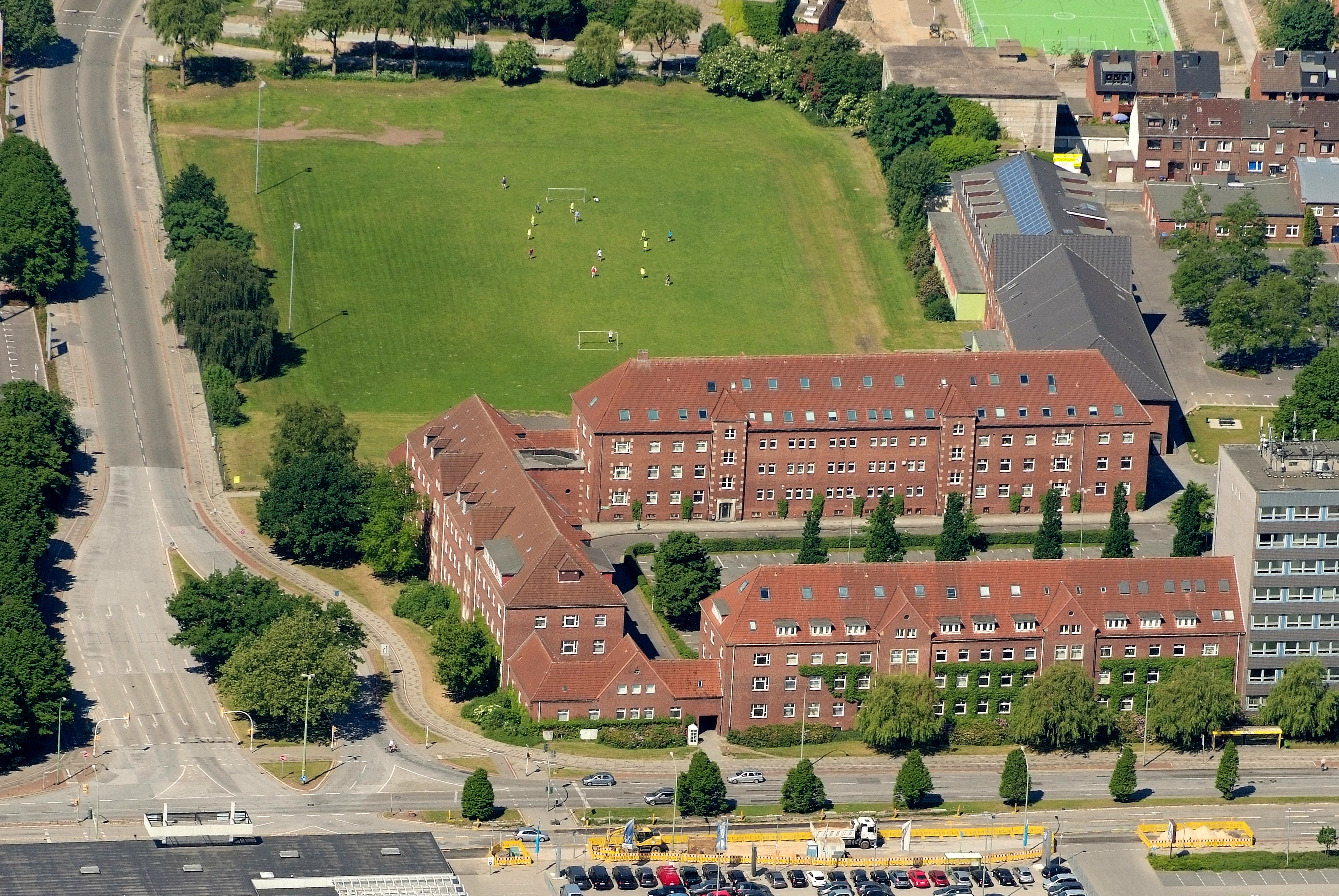
Stadthäuser 2–4, rechts oben das Dach von Haus 5, rechts unten das „Hochhaus“. Auf der Wiese wurde American Football gespielt.

Die Stadtverwaltung Bremerhaven ist die kommunale Selbstverwaltung der Stadtgemeinde Bremerhaven.
Die Stadtverwaltung ist in zwei ehemaligen Kasernen im Bremerhavener Stadtteil Lehe untergebracht. Die Anlage besteht aus sechs „Stadthäusern“. Zu den Nebengebäuden gehören die Sporthalle, die Werkstattschule und das Gewerkschaftshaus.

## Lage
Das älteste Gebäude ist das Stadthaus 6 an der Hinrich-Schmalfeldt-Straße, der früheren Kaiser-Wilhelm-Straße. Gebaut wurde es noch vor der  Deutschen Reichsgründung für die Matrosen-Artillerie, die Langlütjen und die Weserforts Brinkamahof bediente. Auf dem Exerzierplatz dieser Kaserne entstanden ab 1936 die anderen Blocks. Sie grenzen im Osten an die Stresemannstraße, im Süden an die Melchior-Schwoon-Straße. Nur das Hochhaus ohne architektonischen Bezug zwischen das Stadthaus 1 und 2 gesetzt stört die Geschlossenheit des Backsteinensembles.

## Ämter

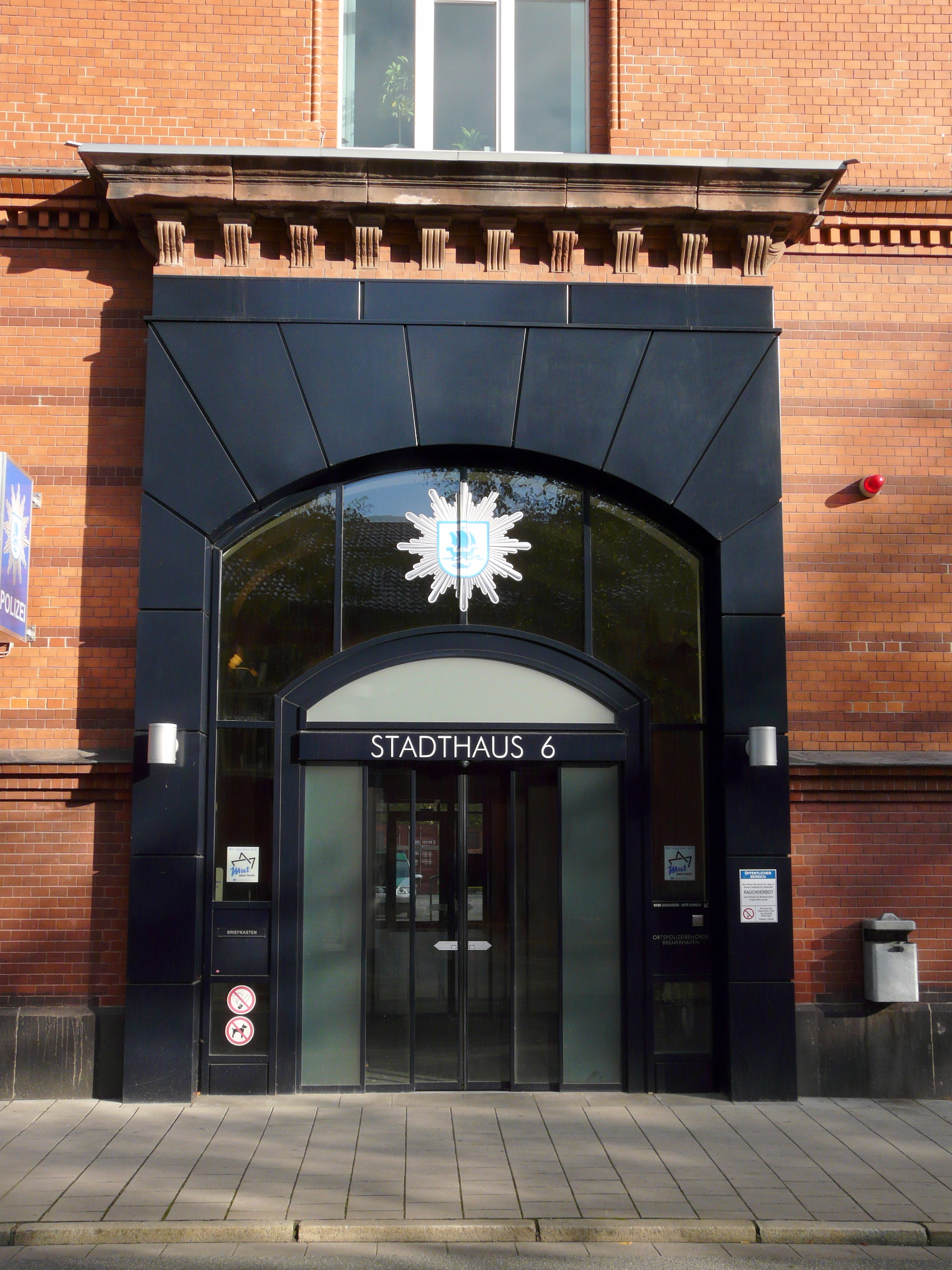
Stadthaus 6 – Ortspolizeibehörde

1. Amt für Jugend, Familie und Frauen
2. Amt für kommunale Arbeitsmarktpolitik
3. Amt für Menschen mit Behinderung
4. Amt für Sport und Freizeit
5. Amt für Straßen- und Brückenbau
6. Amt für Versorgung und Integration Bremen (Außenstelle Bremerhaven)
7. Bauordnungsamt
8. Bürger- und Ordnungsamt, Statistik und Wahlen
9. Gartenbauamt
10. Kulturamt
11. Personalamt
12. Rechnungsprüfungsamt
13. Rechts- und Versicherungsamt
14. Schulamt
15. Sozialamt
16. Stadtarchiv
17. Stadtplanungsamt
18. Standesamt
19. Umweltschutzamt
20. Vermessungs- und Katasteramt

## Betriebe

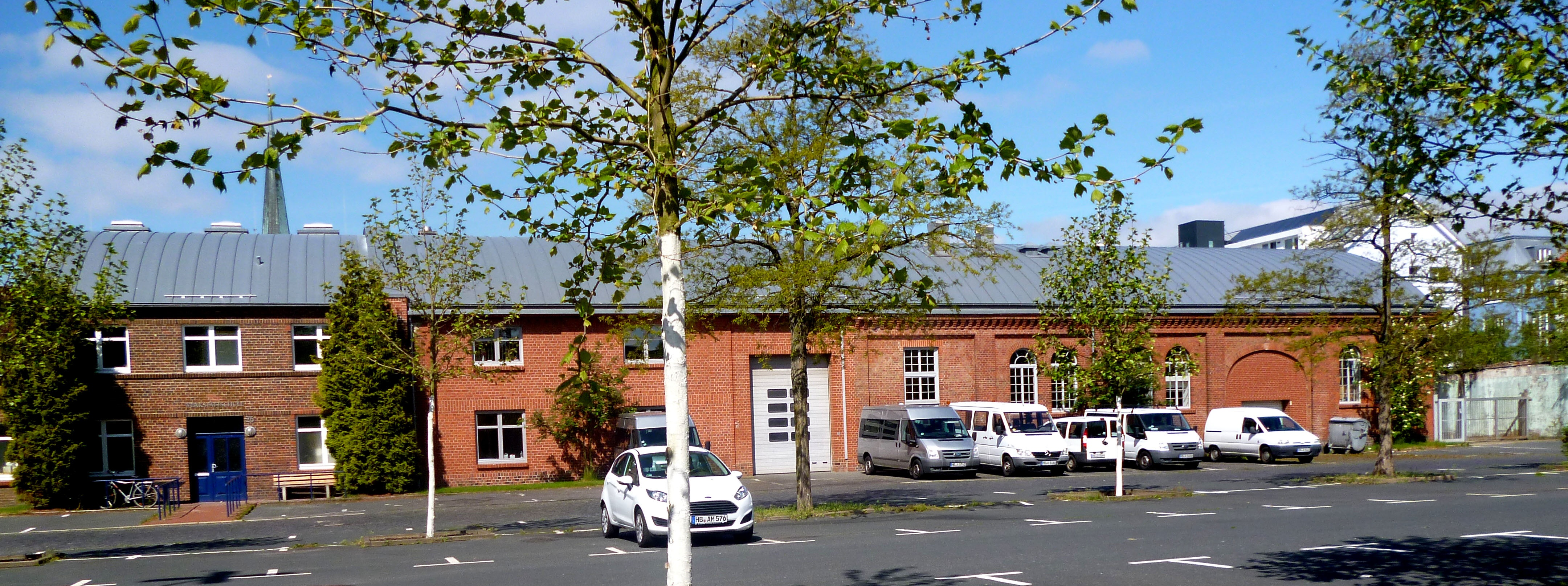
Werkstattschule

1. Betrieb für Informationstechnologie Bremerhaven (BIT)[2]
2. Magistrat Stadt Bremerhaven  Entsorgungs Betriebe Bremerhaven (EBB)[3]
3. Feuerwehr[4]
4. Helene-Kaisen-Haus (Einrichtung für sozialpädagogische Dienstleistungen)[5]
5. Historisches Museum Bremerhaven
6. Rettungsdienst Bremerhaven
7. Seestadt Immobilien

## Stadthäuser

### Stadthaus 1

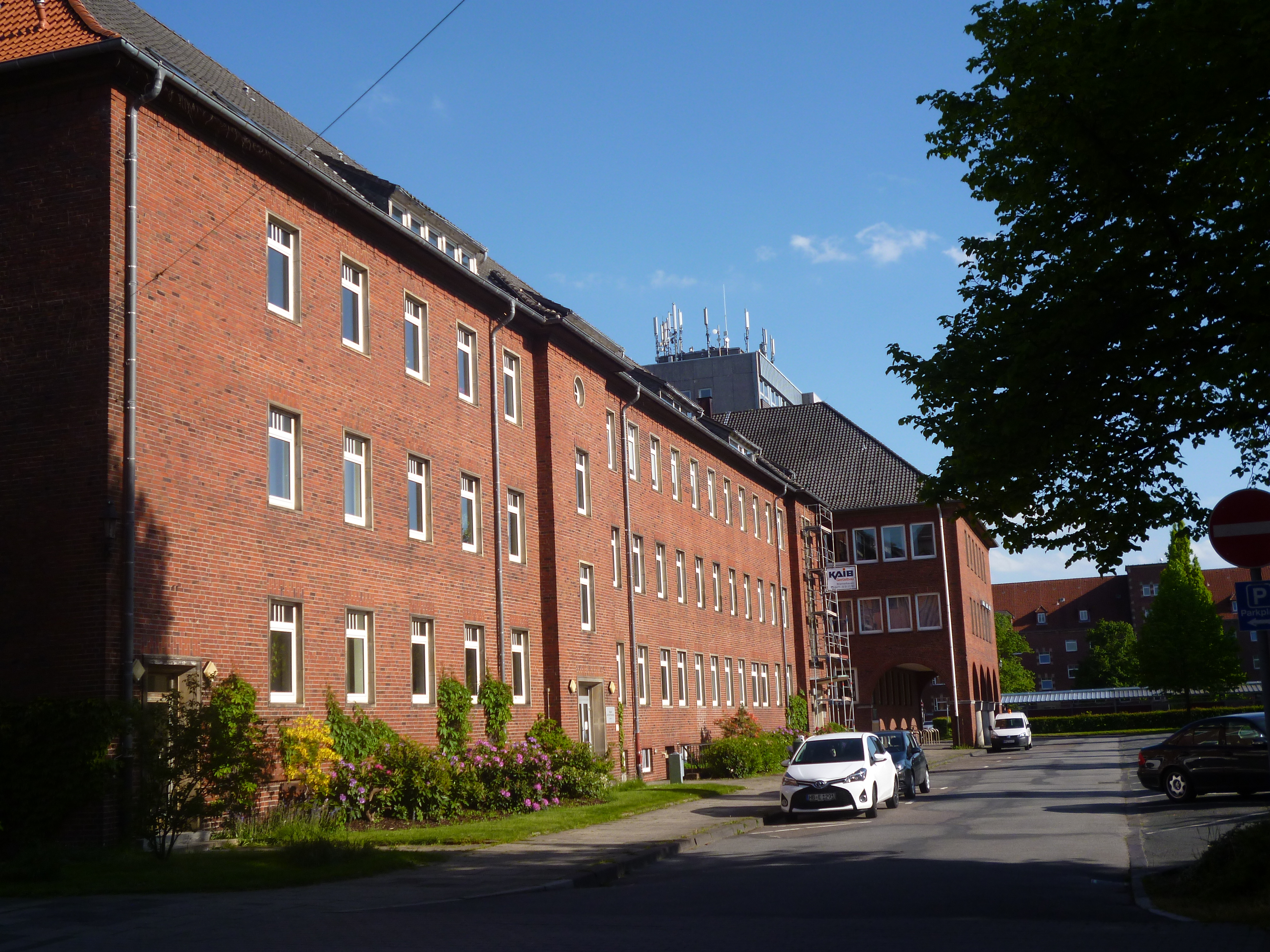
Stadthaus 1

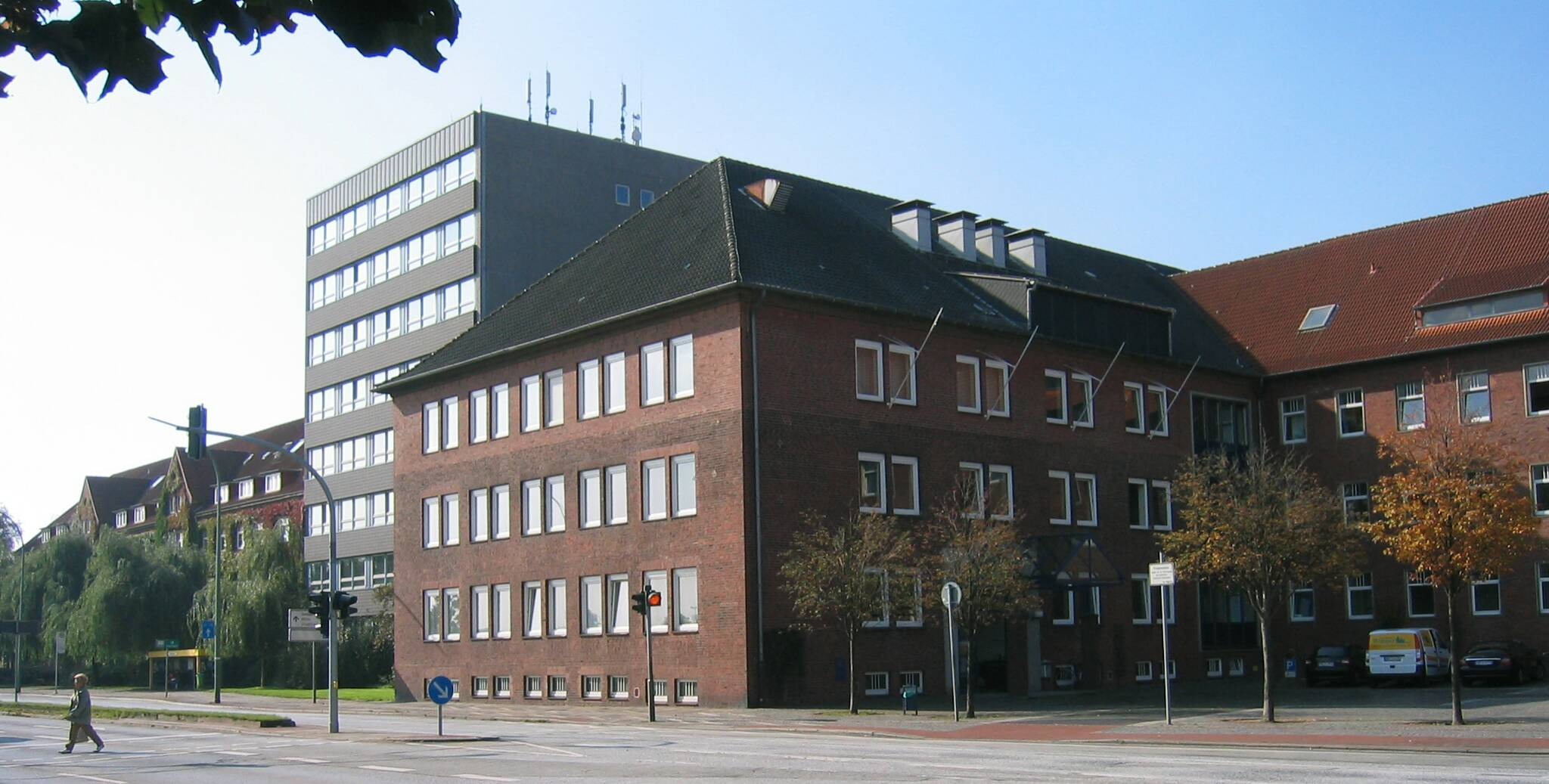
Hochhaus und Stadthaus 1 an der Stresemannstraße

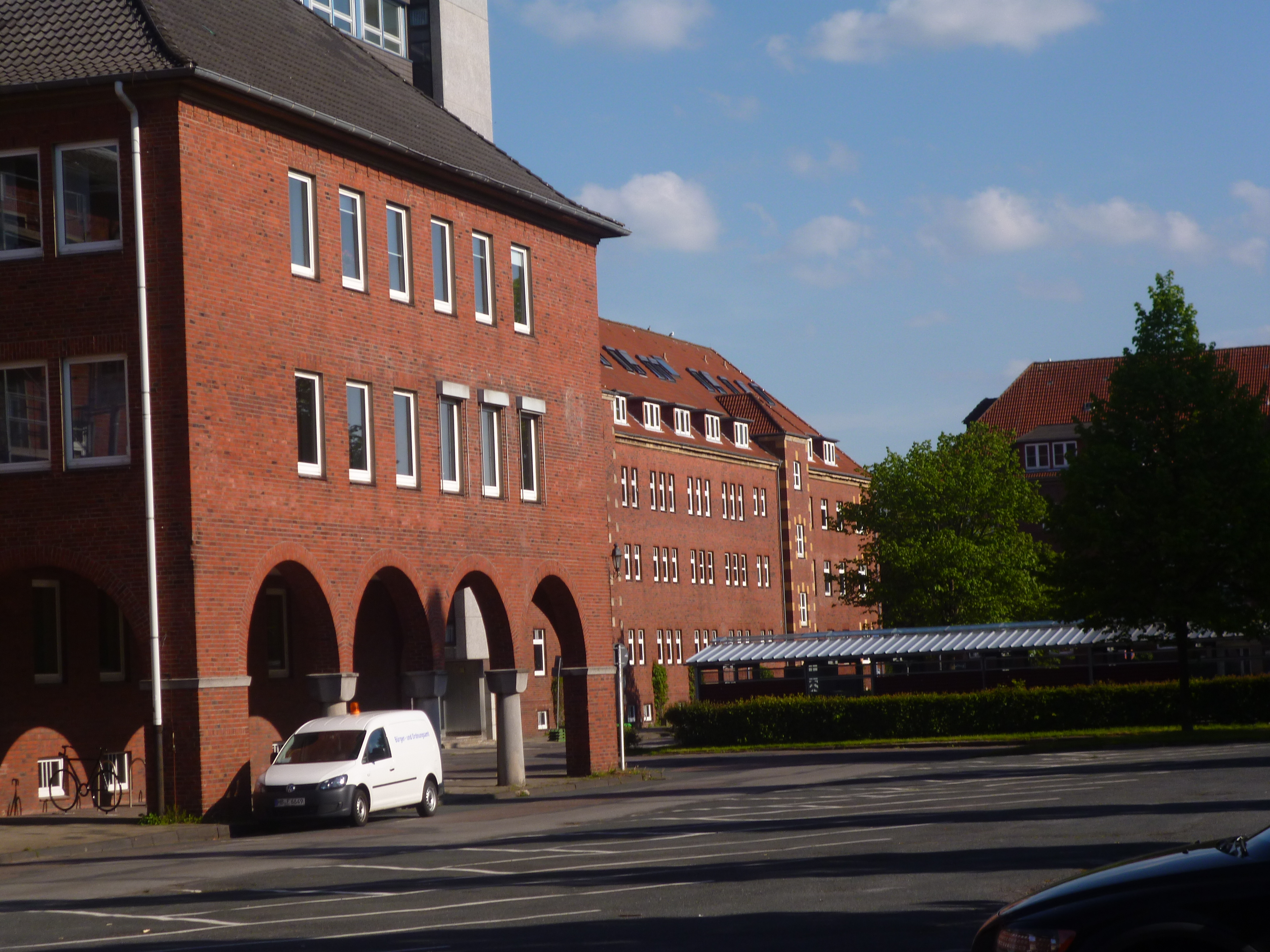
Stadthäuser 1 und 2, Hochhaus

- Bremer Aufbaubank GmbH
- Fachberatung Kinderförderung
- Ideen- und Beschwerdestelle
- Magistratskanzlei
- Pressestelle
- Statistik und Wahlen

### Hochhaus
- Betrieb für Informationstechnologie (BIT)
- Jugend- und Frauenförderung
- Rechnungsprüfungsamt
- Rechts- und Versicherungsamt

### Stadthaus 2
- Kinderförderung
- Unterhaltsrecht
- Elterngeldstelle
- Familienrecht

### Stadthaus 3

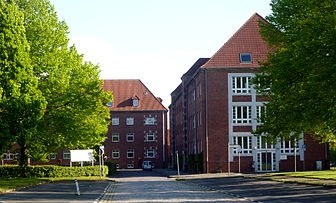
Stadthäuser 3 und 4

- Jobcenter Bremerhaven

### Stadthaus 4
- Schwerbehinderte
- Immobilien
- Soziales

### Stadthaus 5

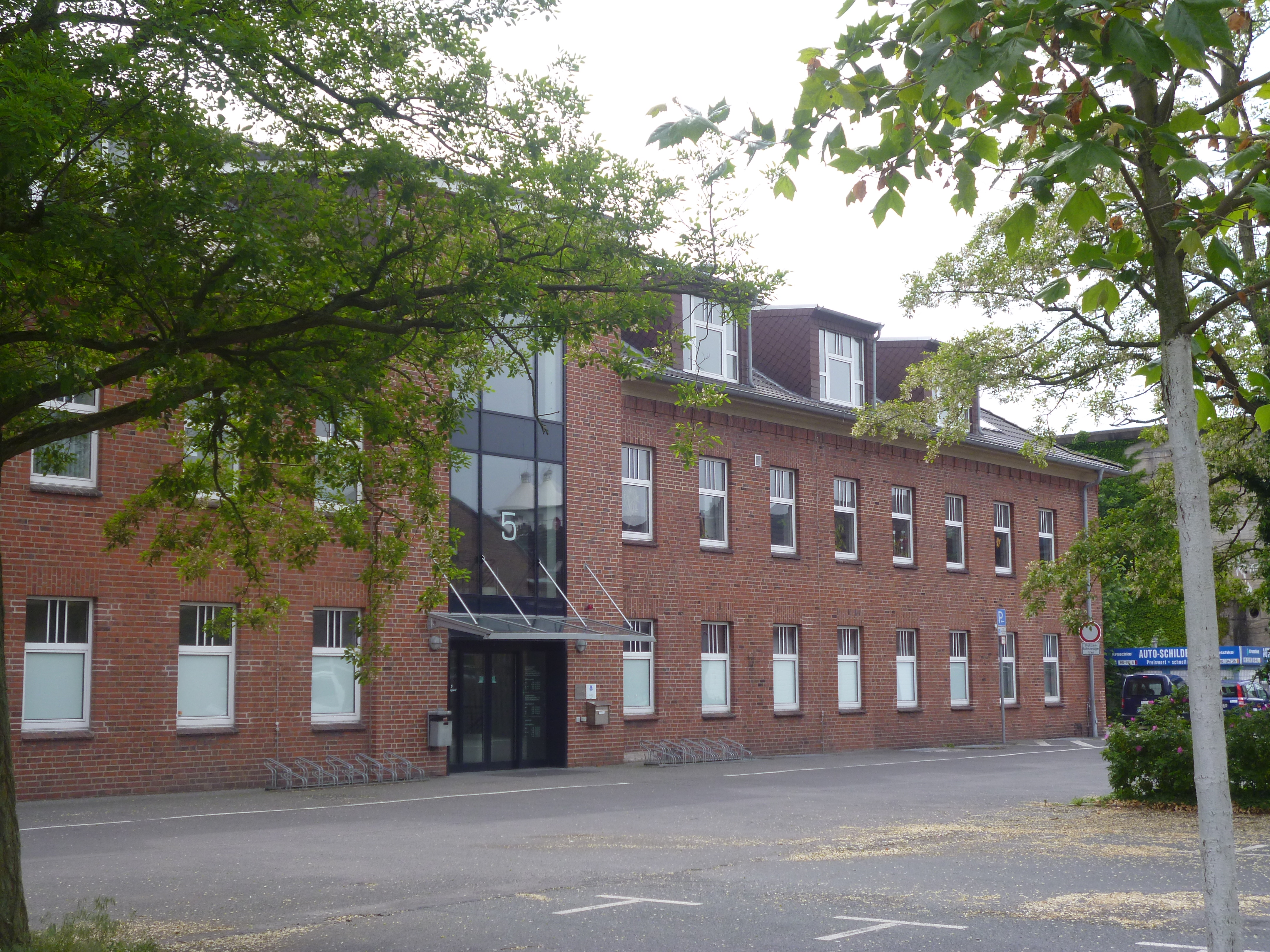
Stadthaus 5

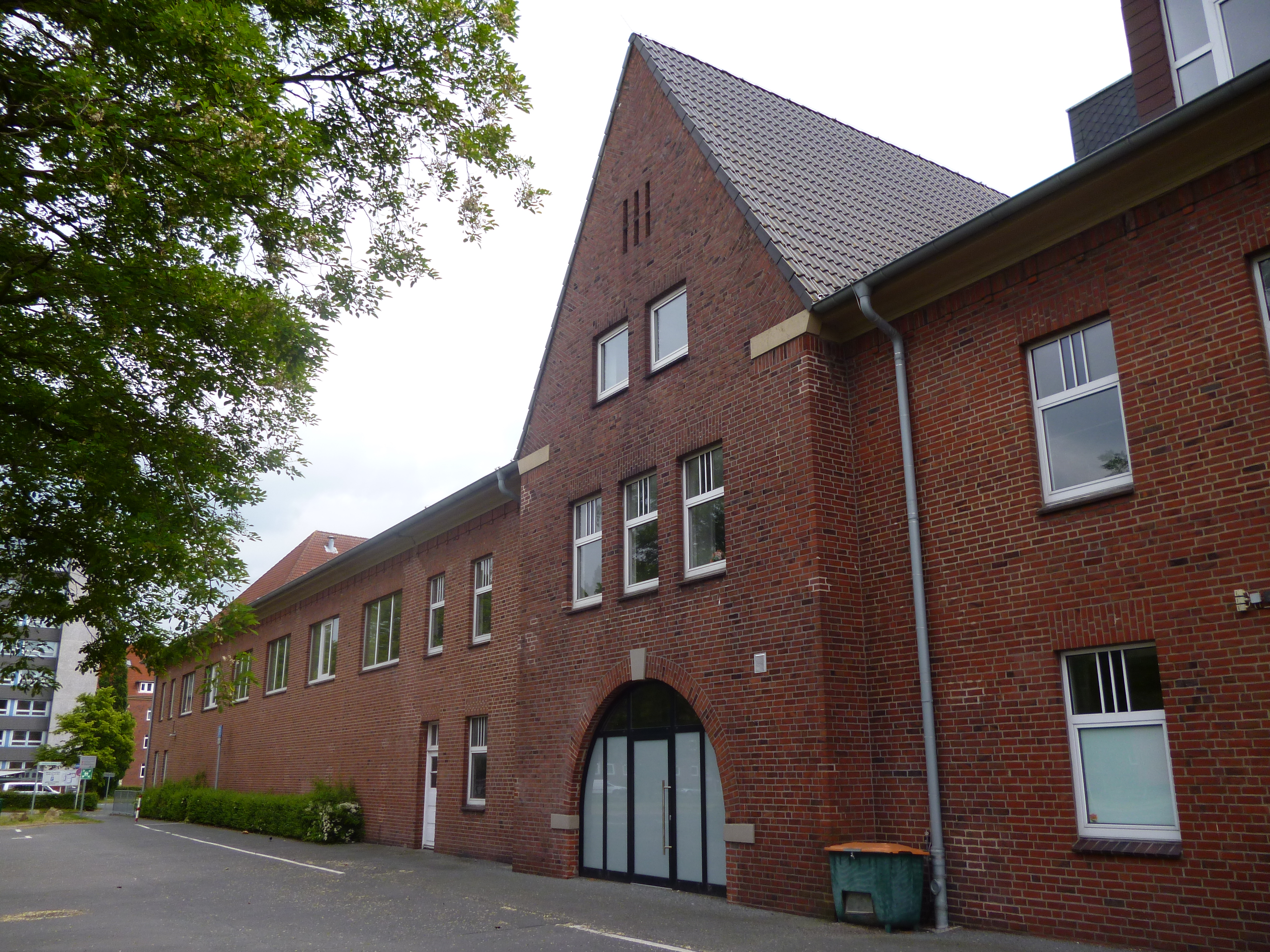
Sporthalle und früherer Durchgang zum Sportplatz am Stadthaus 5

- Ausländerwesen, Einbürgerungen, Namens- und Staatsangehörigkeitsangelegenheiten
- Bürgerbüro Nord (u. a. Melde- und Zulassungswesen)
- Führerscheine
- Fundsachen
- Lohnsteuerkarten
- Meldestelle (Bürgerbüro Nord)
- Ordnungsangelegenheiten (Allgemeine Ordnungsangelegenheiten, Gewerbe, Marktwesen, Ordnungswidrigkeiten)
- Personalausweise, Reisepässe
- Stadtarchiv
- Straßenverkehrsabteilung: Führerscheine, Straßenverkehrsbehörde (u. a. Verkehrslenkung)
- Zulassungsstelle für Kraftfahrzeuge (Bürgerbüro Nord)

### Stadthaus 6
- Polizei 
  - Führungsstab
  - Kriminalpolizei

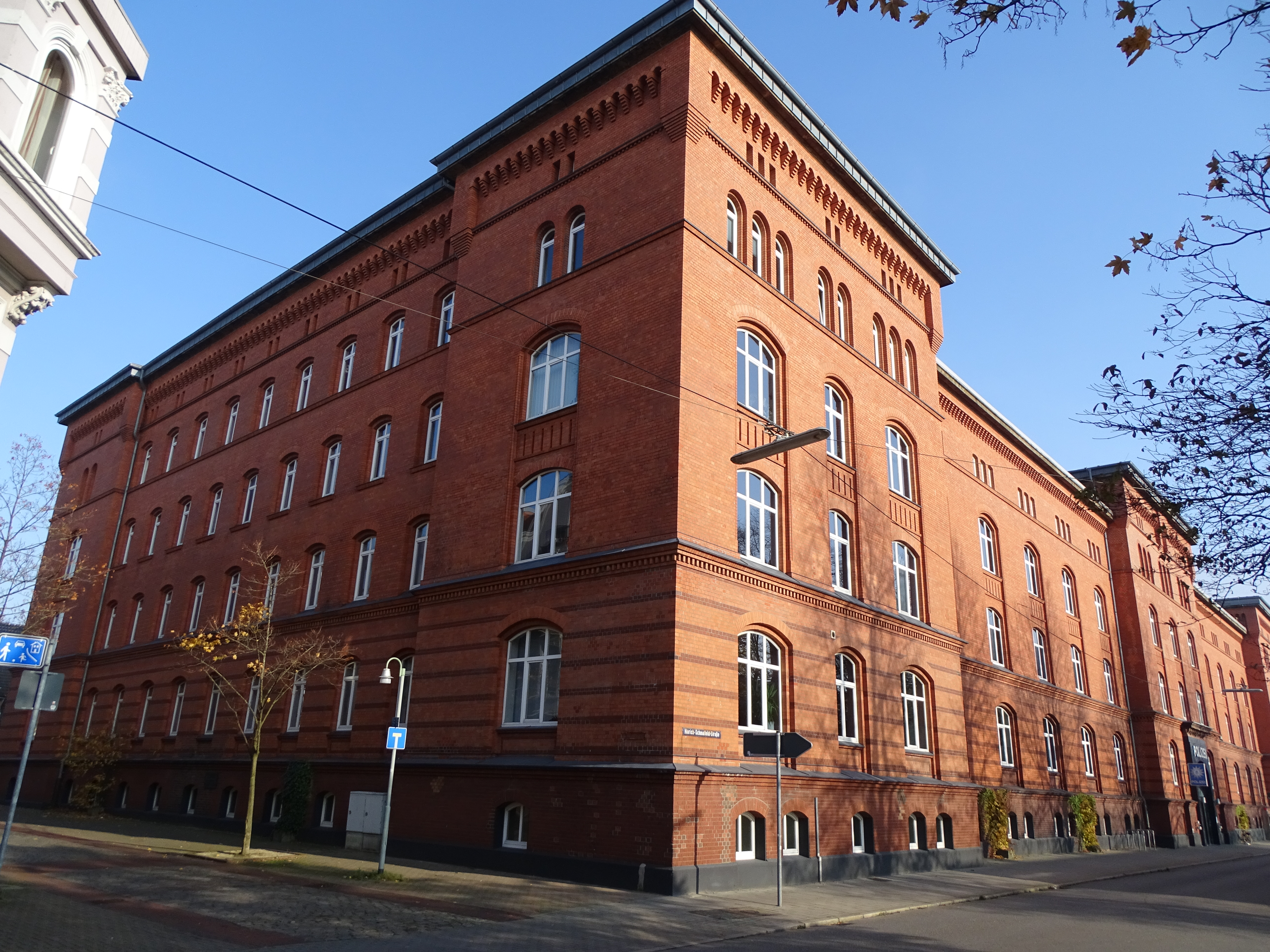
Stadthaus 6, früher Kaserne der Matrosenartillerie

  - Polizeiwache Lehe
  - Verkehrsabteilung (Verkehrsunfälle)
- Kriminalmuseum
- Kriminalpolizeiliche Beratungsstelle

### Ausstellungsgebäude
Gegenüber der Sporthalle und gegenüber der Ortspolizeibehörde befindet sich an der Hinrich-Schmalfeld-Straße ein Ausstellungsgebäude für Vereine, z. B. für Kleintierzucht und Geflügelzucht. Das im rechten Winkel angebaute Gebäude wurde vor einigen Jahren abgebrochen. Die Fläche ist jetzt eine Grünanlage zwischen den beiden Parkplätzen.

## Anschriften
- Stadthäuser 1–5: Hinrich-Schmalfeldt-Straße 30.
- Stadthaus 6: Hinrich-Schmalfeldt-Straße 31.

## Siehe auch

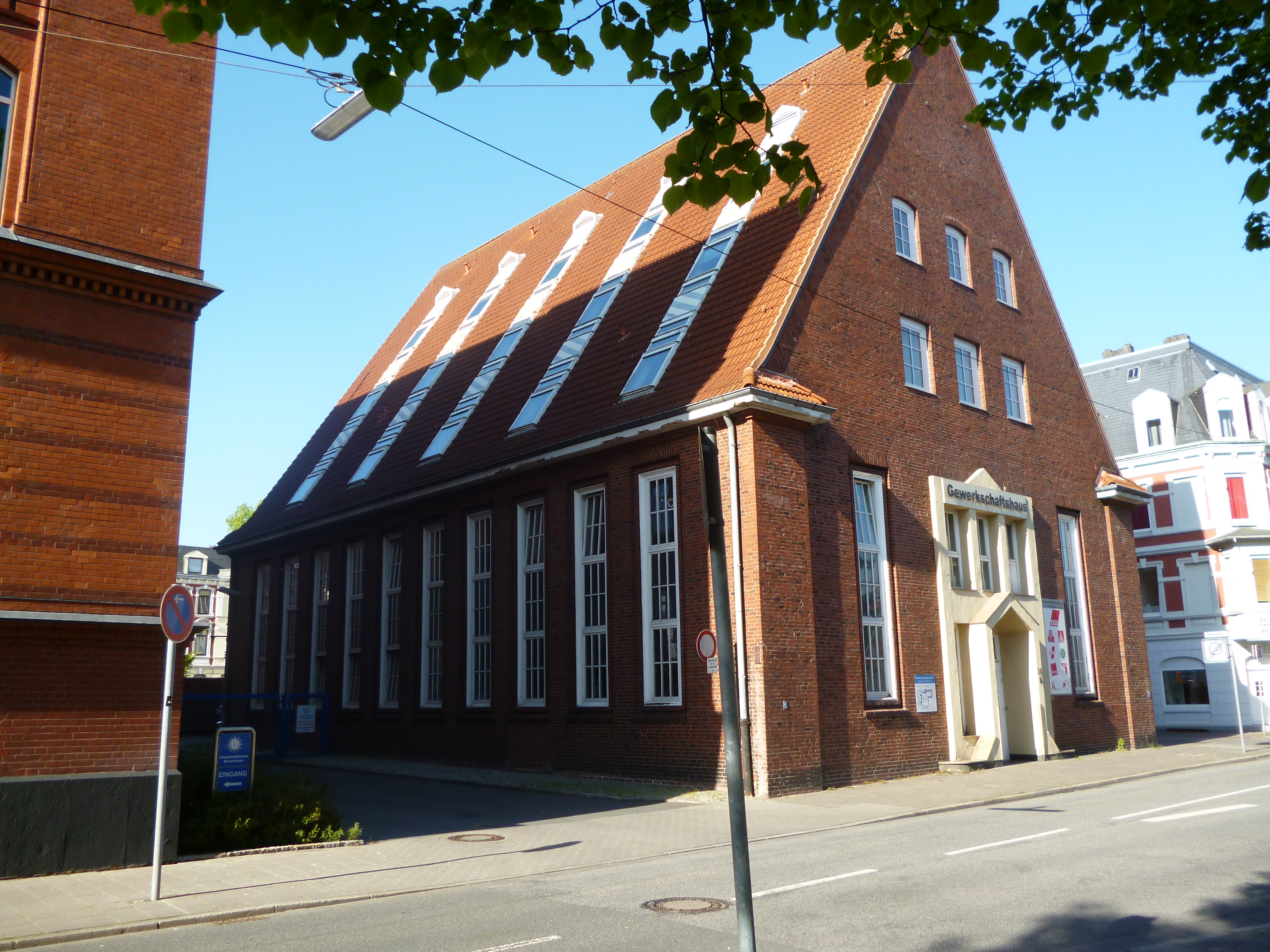
Gewerkschaftshaus, früher Kesselhaus der Artillerie-Kaserne (Ecke Schmalfeldt-/Dionysiusstraße)